# Polypeza dalgaardi
Polypeza dalgaardi is een vliesvleugelig insect uit de familie van de Diapriidae. De wetenschappelijke naam van de soort is voor het eerst geldig gepubliceerd in 1992 door Buhl.